# Pseuduvaria phuyensis
Pseuduvaria phuyensis är en kirimojaväxtart som först beskrevs av R. M. K. Saunders, Y. C. F. Su och Chalermglin, och fick sitt nu gällande namn av Y. Pseuduvaria phuyensis ingår i släktet Pseuduvaria och familjen kirimojaväxter. Inga underarter finns listade i Catalogue of Life.